# Ludza
Ludza  (autrefois Lucyn en Pologne) est une ville au sud-est de la Lettonie, chef-lieu de la municipalité de Ludza dans la région de Latgale. Son territoire s'étend sur 10,53 km2
Elle compte 7 524 habitants en 2024.

## Géographie
La ville est située sur le plateau de Latgale (Latgales augstiene) au bord du Grand lac de Ludza.

## Histoire
La région autour de Ludza était habitée dès la période mésolithique (VIIIe-Ve siècles avant J.-C.), comme en témoignent les objets en os trouvés sur les rives du Grand lac de Ludza. Les vestiges de la période néolithique trouvés sur la péninsule de Budjanka et le cap Jurizdikas du lac Ludza, ainsi que la colline fortifiée de Ķīšukalns témoignent du peuplement continu de la région.
Au XIIIe siècle, Ludza était située dans la Terre de Lotygola, un territoire disputé entre les territoires gouvernés par l'ordre de Livonie, la principauté de Polotsk et les ducs de Lituanie. Sous le règne de Wennemar von Bruggenei de l'ordre teutonique, en 1399, sur le site de l'ancien château latgalien, l'ordre de Livonie construisit le château de pierre de Ludza, sur une bande de terre entre les Grand et Petit lacs de Ludza.
En 1481, les Russes envahirent Latgale et détruisirent partiellement Ludza, mais en 1525, l'Ordre a restauré le château. 
Après la guerre polono-suédoise de 1629, Ludza devint une partie de la voïvodie de Livonie. Au cours de la première guerre du Nord en 1654, les troupes d'Alexis Ier de Russie encerclèrent la ville, se réfugièrent sous les murs du château et capturèrent Ludza. Pendant le siège, le château fut bombardé si intensément qu'il s'effondra rapidement.
Après la première partition de la Pologne-Lituanie en 1777, Ludza devint une ville de district du gouvernement de Pskov. En 1802, le comté de Ludza a été inclus dans le gouvernement de Vitebsk.
En avril 1917, lors du premier congrès des lettons à Latgale, il fut décidé que la Latgale devait s'unir aux autres régions du futur État de Lettonie. Le matin du 26 janvier 1920, pendant la guerre d'indépendance de la Lettonie, le 2e régiment d'infanterie de Ventspils de l'armée lettone a libéré Ludza des bolcheviks.
La population juive était historiquement importante dans le village. Après l'occupation des soviétiques en juin 1940, toutes les entreprises privées sont nationalisées et les institutions juives fermées. Plusieurs juifs sont arrêtés et déportés en Union Soviétique le 14 juin 1940.
En juillet 1941, les Allemands enferment les juifs dans un ghetto. De l'été 1941 au printemps 1942, plusieurs centaines de juifs sont assassinés lors d'exécutions de masse perpétrées par un Einsatzgruppe.

## Personnalités
- Jacob Koulnev, général russe ;
- Stanislavs Ladusãns (1912-1993), prêtre jésuite et philosophe.
- Ivan Strod (1894-1937), officier russe.
- Hercs Franks (1926-2013), réalisateur

## Galerie

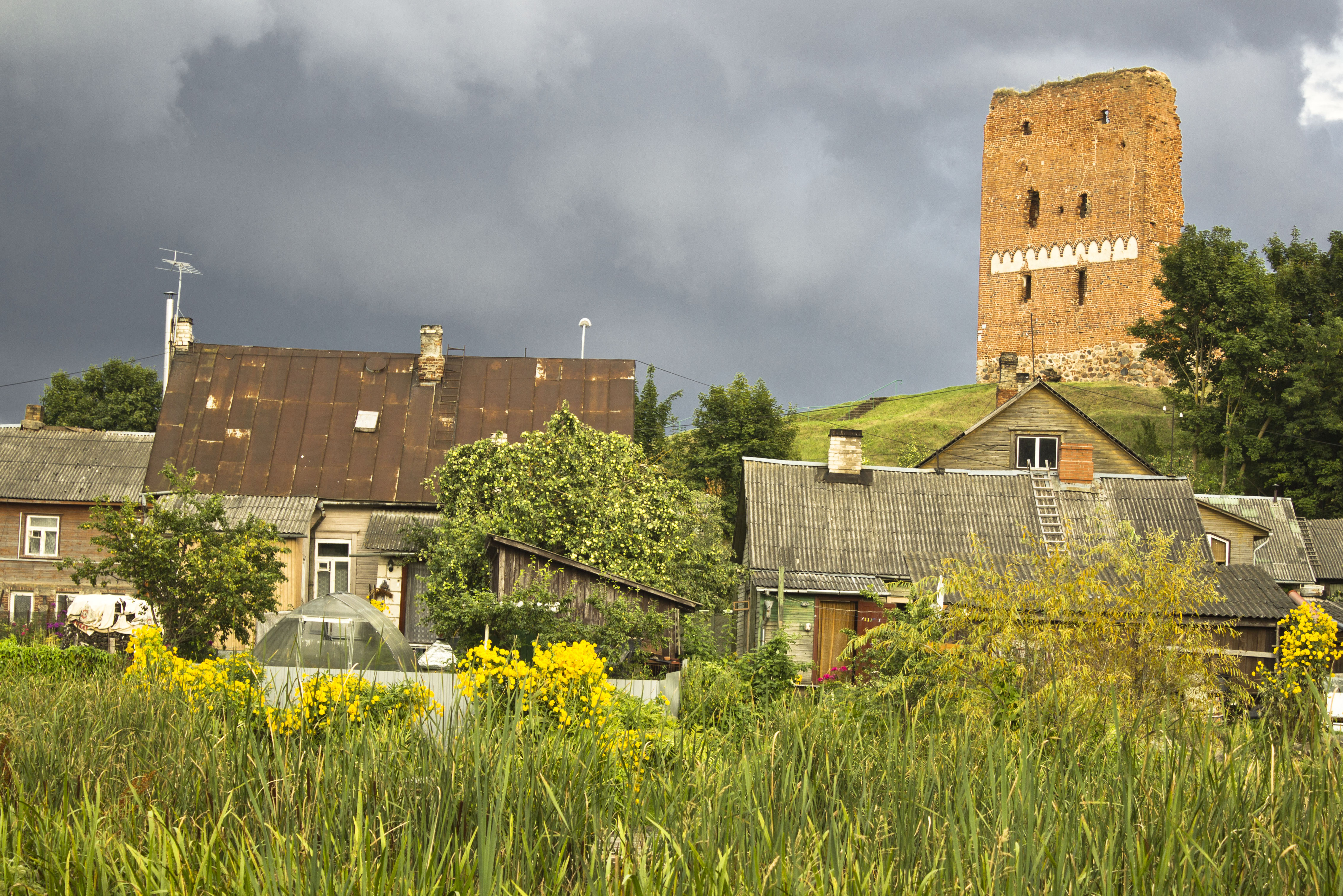
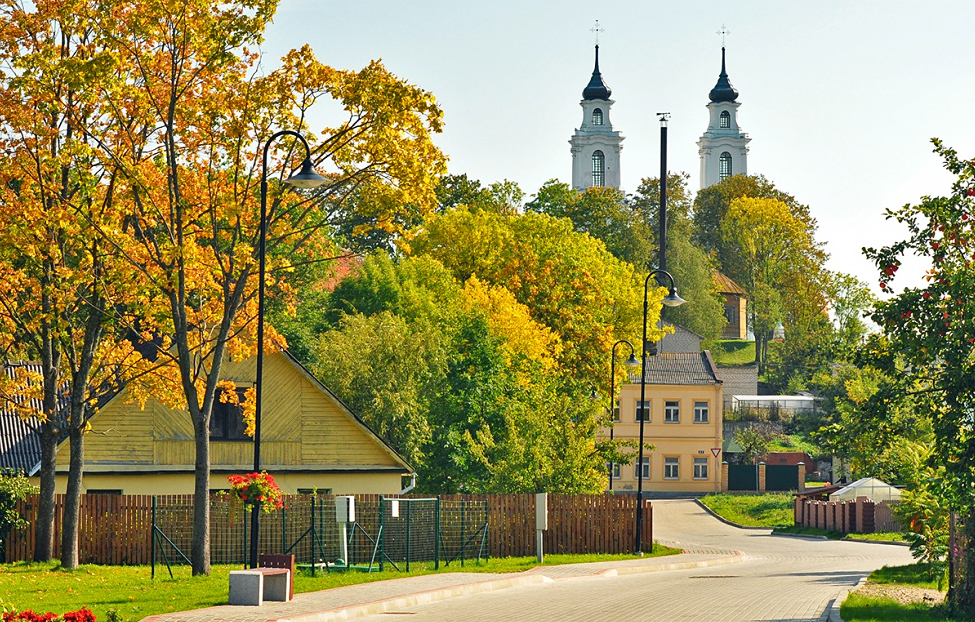
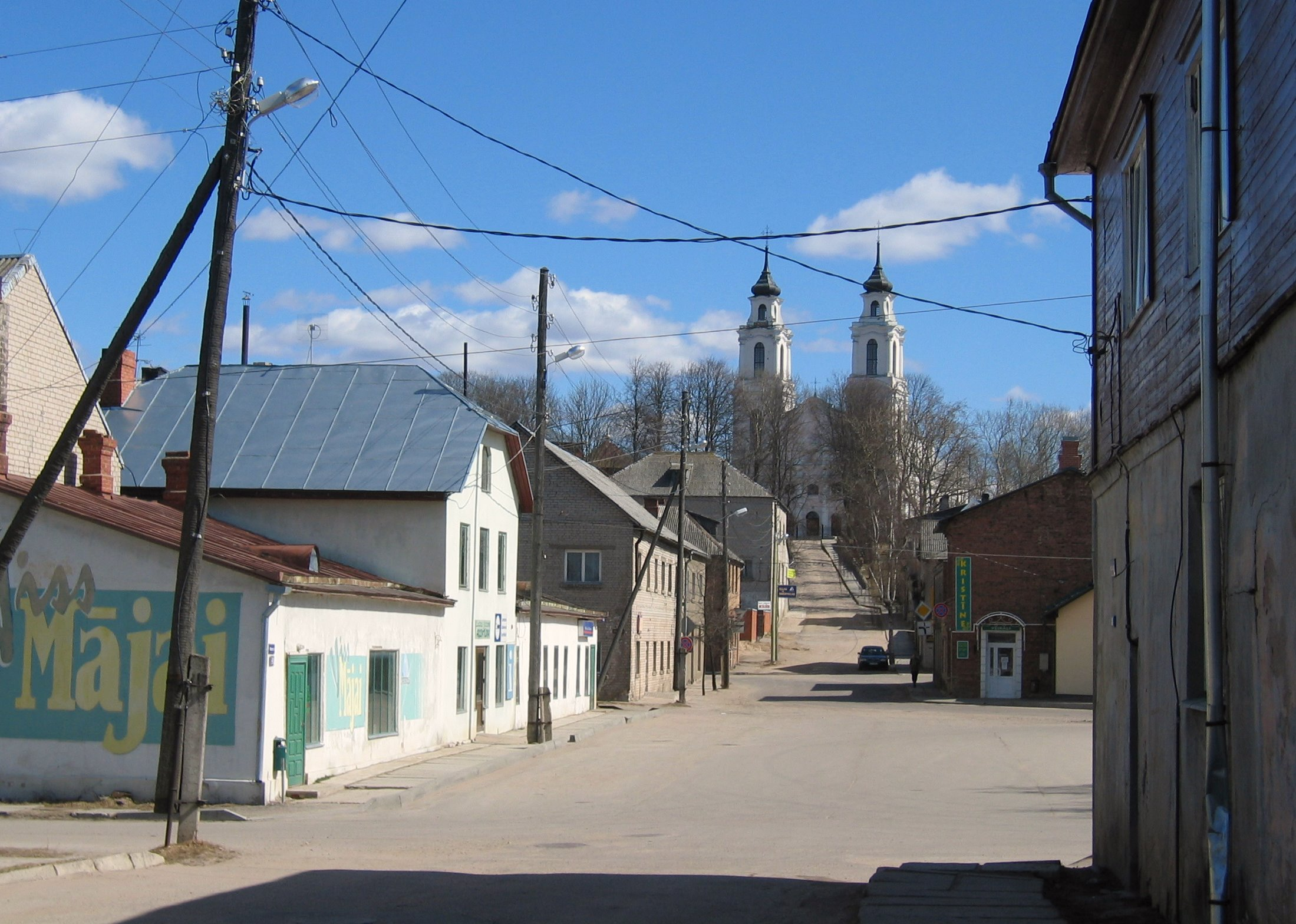
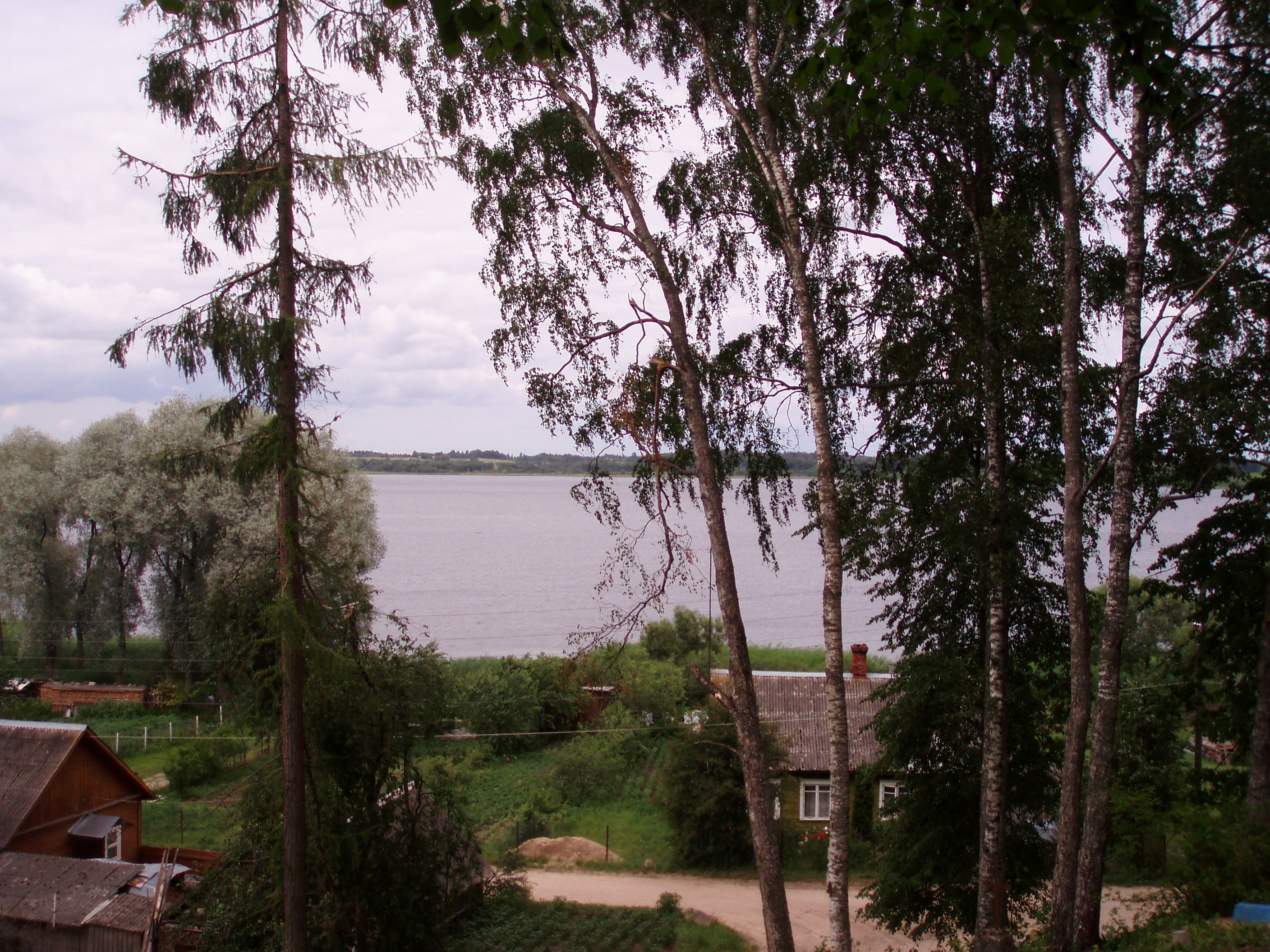
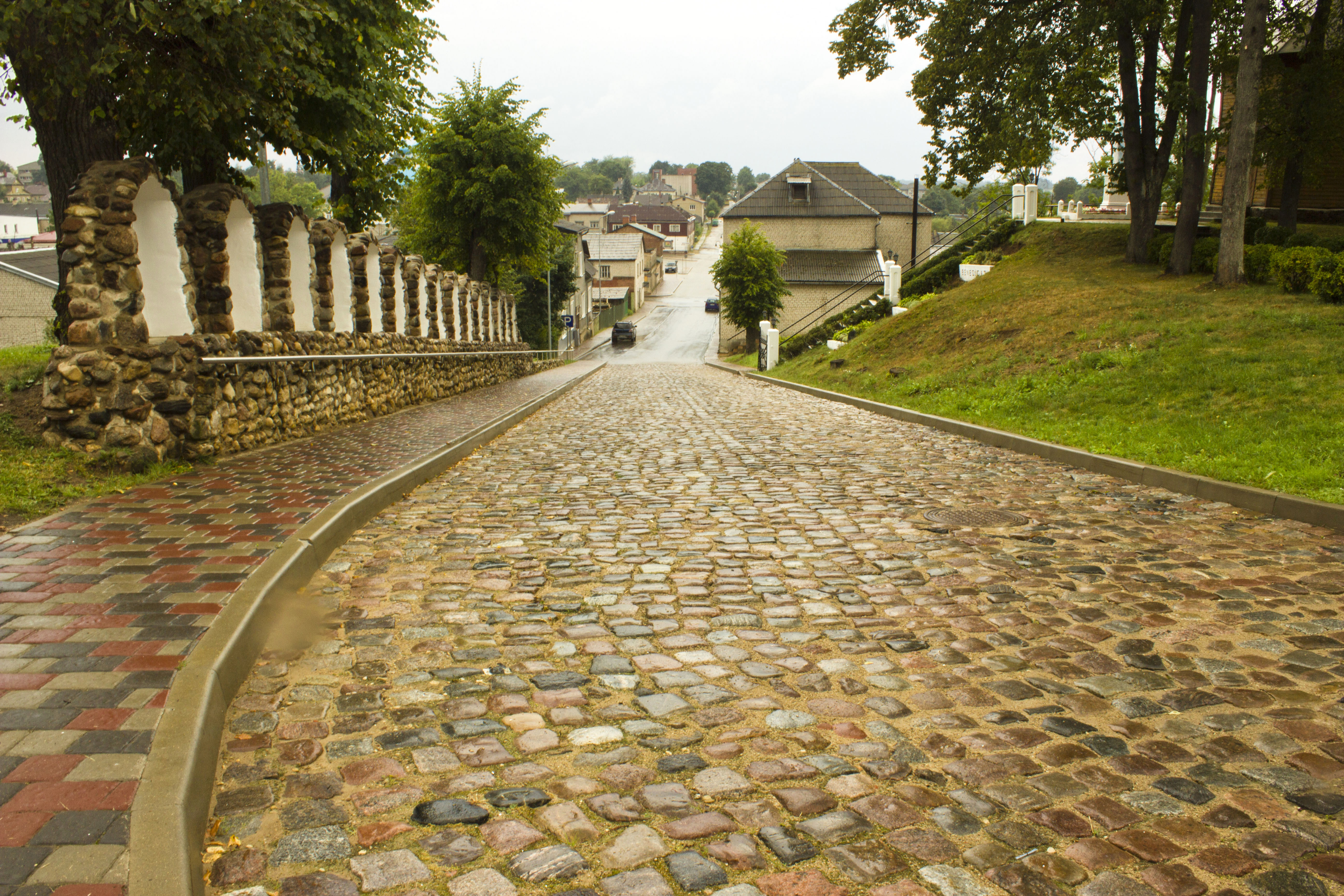
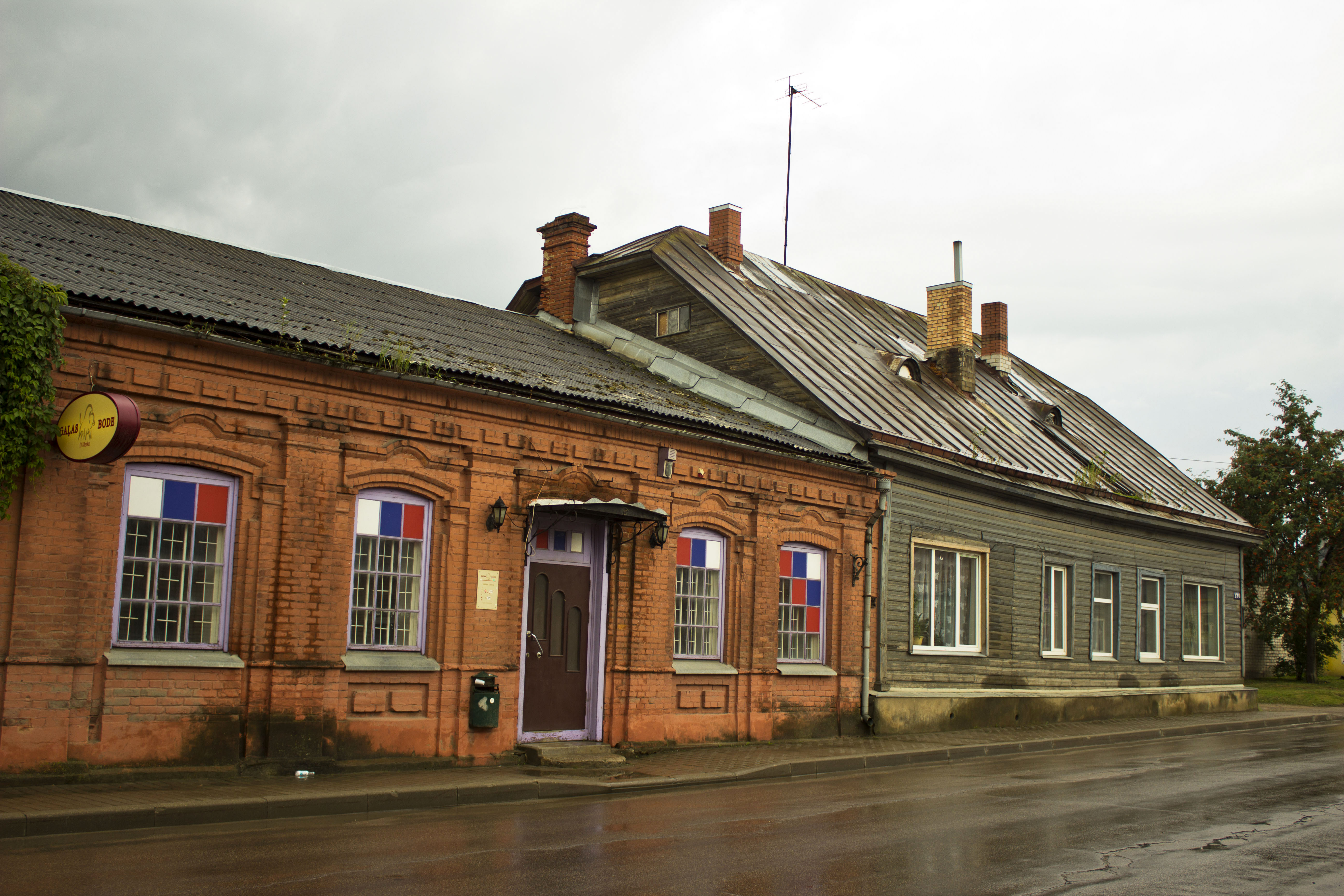
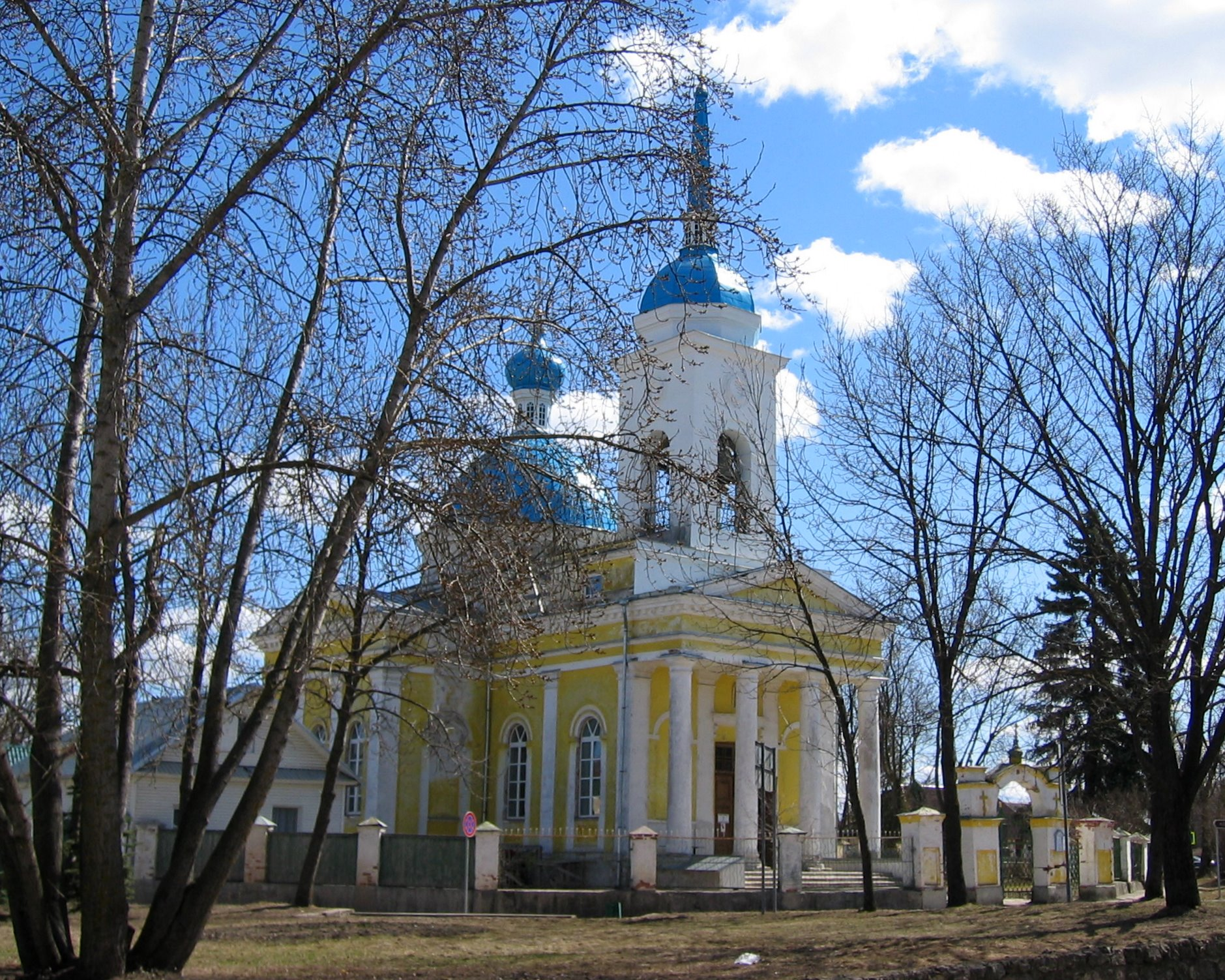
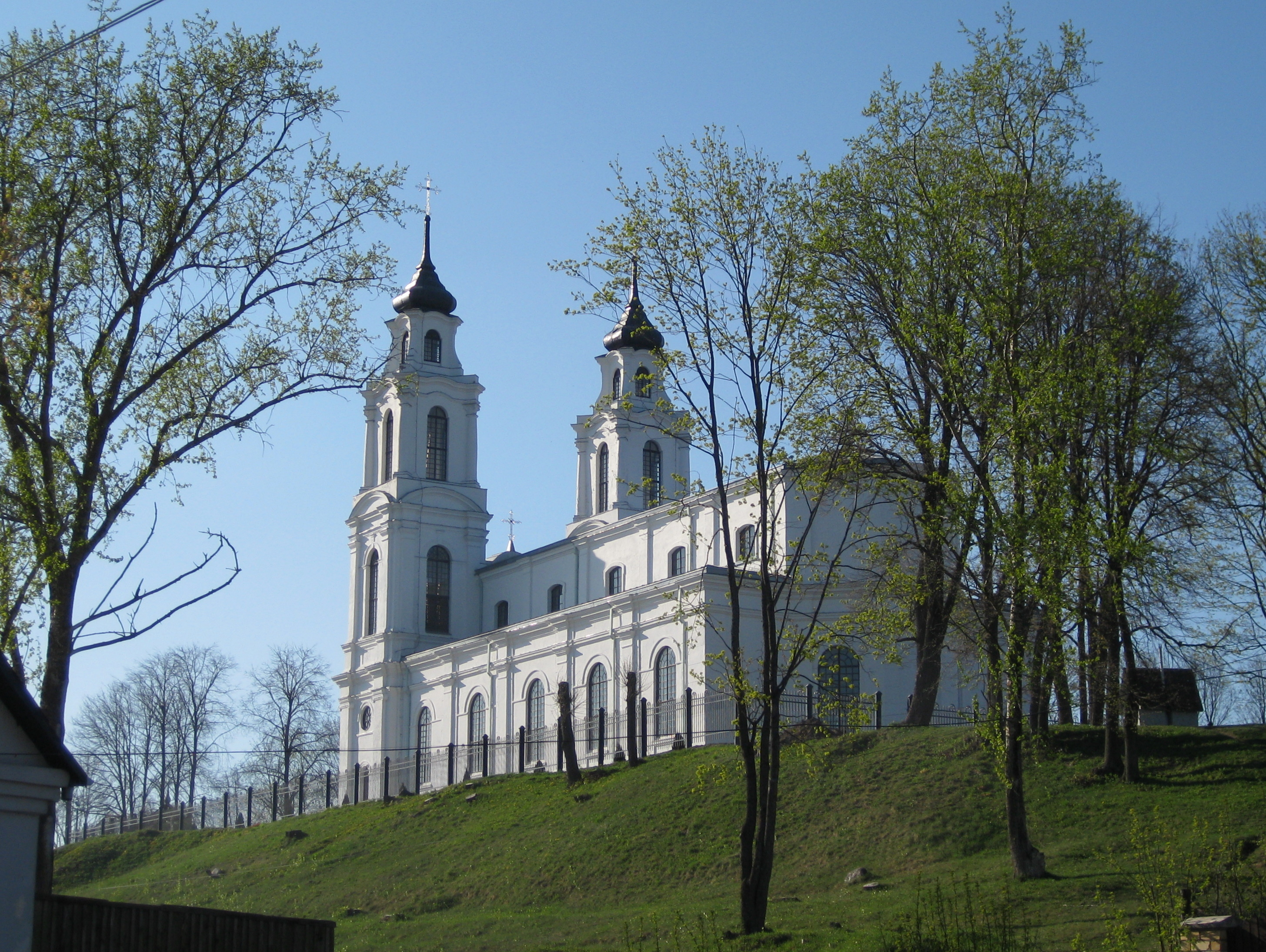